# McKeanatollen
McKeanatollen eller McKeanön är en ö i Polynesien som tillhör Kiribati i Stilla havet.

## Geografi
McKean är en ö bland Phoenixöarna och ligger cirka 1 700 kilometer sydöst om huvudön Tarawa och cirka 700 kilometer nordväst om Tokelau. Dess geografiska koordinater är 3°35′ S och 174°02′ V.
Den obebodda ön är en korallatoll och har en areal om cirka 0,6 km² med en landmassa på cirka 0,4 km². Atollen är cirka 1 km i diameter och omges av ett korallrev. Den högsta höjden är på endast 5 m ö.h.

## Historia
Ön upptäcktes den 28 maj 1794 av brittiske kapten Henry Barber på fartyget Arthur. Den namngavs den 19 augusti 1840 efter en medlem i besättningen när den återupptäcktes av amerikanske kapten Charles Wilkes på fartyget USS Vincennes.
1859 annekterades ön av USA som kort därefter bröt guano här fram till 1870.
1892 annekterades ön av Storbritannien och den 12 januari 1916 blev McKeanatollen tillsammans med övriga öar inom Phoenixöarna ett eget förvaltningsområde inom det Brittiska Västra Stillahavsterritoriet.
Den 18 mars 1937 införlivades alla Phoenixöarna i den brittiska kolonin Gilbert och Elliceöarna.
Ön är en betydande boplats för sjöfåglar, bland andra fregattfåglar, och 1938 gjordes ön till fågelreservat och 1975 till naturreservat.
1979 införlivades Phoenixöarna i den nya nationen Kiribati.
1989 besöktes ön av en TIGHAR-expedition (The International Group for Historic Aircraft Recovery) i sökandet efter Amelia Earhart som spårlöst försvann den 2 juni 1937.